# Ralph Bergholtz

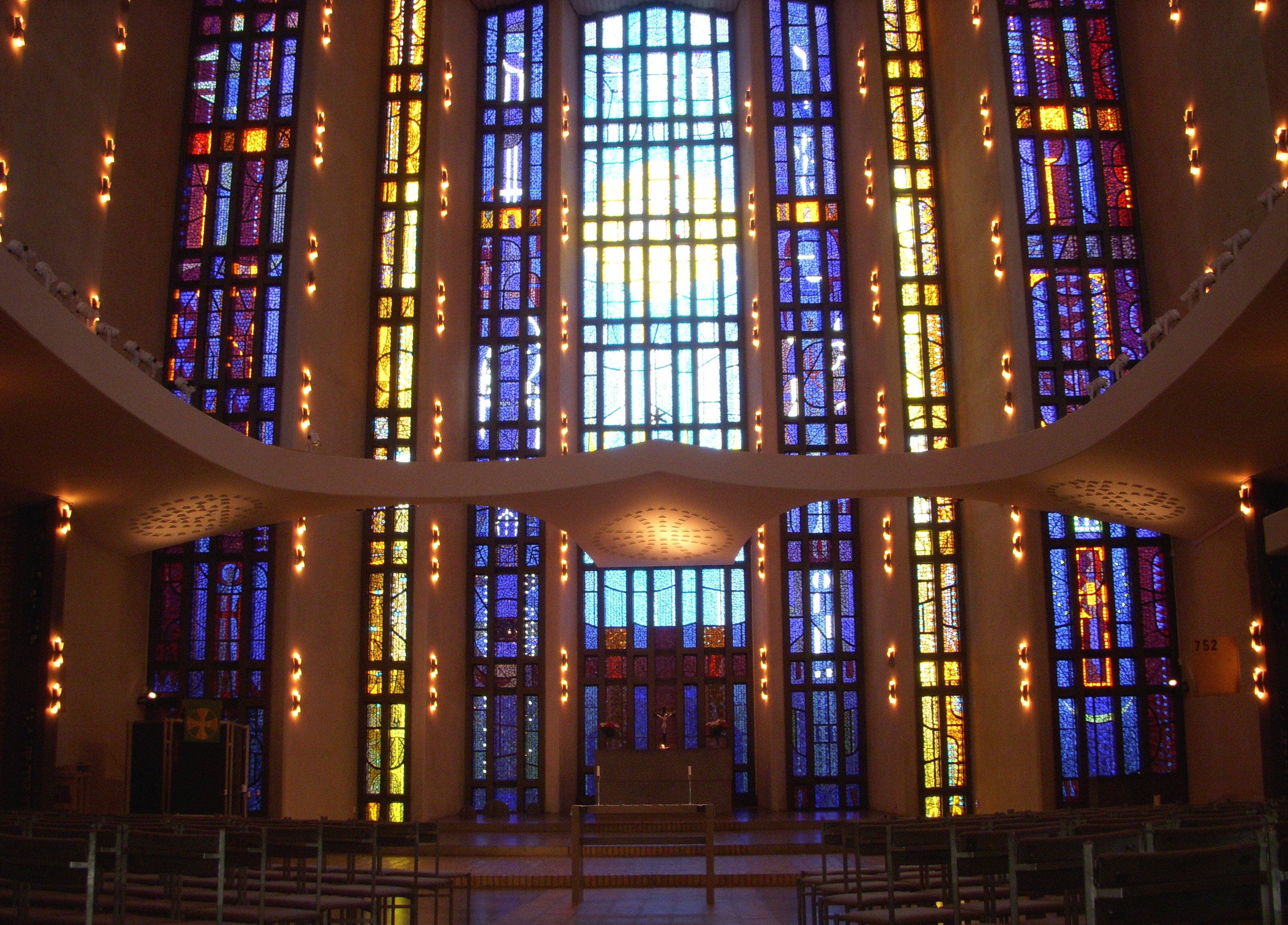
Kyrkfönster i Uppenbarelsekyrkan i Hägersten, Stockholm är gestaltade av Ralph Bergholtz 1960

Ralph Viktor Bergholtz, född 16 januari 1908 i Göteborgs Vasa församling, död 12 februari 1988 i Brunnby församling i dåvarande Malmöhus län, var en svensk konstnär. 
Som glasmålare hade han stor betydelse för glasmåleriets utveckling under 1900-talet i Sverige, inte minst genom den egna metoden högbränt glas. Han var utbildad till målare i Paris under 30-talet, men också verksam som bildhuggare och skulptör.
Han ställde ut sina glasmålningar vid en separatutställning på Malmö konstmuseum 1953. Tillsammans med Jan Brazda hade han ytterligare en utställning på Röhsska museet i Göteborg våren 1955. De bägge visade också glasmålningar på H55 i utställningspaviljongen för kyrklig konst.
Bergholtz glasmålningar finns i Väsby kyrka i Höganäs kommun 1946-48 (dock invigda först 1951), gravkapellet i Jonstorps kyrka 1955, Brunnby kyrka 1958 och Sankt Pauli kyrka i Malmö 1957, Glumslövs kyrka 1951, Björkekärrs kyrka 1958, Barkåkra kyrka 1968, Kärlekens kyrka i Halmstad samt Mariakyrkan i Helsingborg 1953. Bergholtz glasmålningar i Uppenbarelsekyrkan i Hägersten, södra Stockholm skapades i samarbete med Randi Fisher och stod klara 1960. Här användes hugget glas i betong. På fasaden till Ängelholms tingshus (som inte längre fungerar som domstolsbyggnad) finns hans mosaik i kaniktegel från 1956, som är tre gånger nio meter. Inne i tingshuset, i tingssalen, finns en glasmålning av Bergholtz från 1946. Glasmålningen återger rättskipningens historiska rötter, medan mosaiken tar sin början där och även pekar framåt mot det internationella skyddet för mänskliga rättigheter.
Högbränt glas är en teknik som Ralph Bergholtz introducerade och utarbetade i samarbete med Jan Brazda på 1950-talet. Glaset upphettas då så nära smältpunkten som möjligt i ugn där ett reliefmönster läggs in i glasets yta. Mönstret medför att ljuset bryts på flera olika sätt när det sedan möter glasytan i den färdiga glasmålningen. Effekten blir att ljuset sprids och stärks – vissa glasmålningar i den här tekniken upplevs nästan som självlysande. Det högbrända glaset motverkar risken att en glasmålning gör rummet mörkt – tvärtom lyses det upp. Samtidigt stärker glasets oregelbundna yta att betraktarens koncentration på glasmålningen – det som finns på andra sidan glaset stör mindre när glasytan är mönstrad. Eftersom det högbrända glaset bryter ljuset i högre grad uppfattas glasmålningar med sådant glas som ljusstarkare än andra.
Bergholtz drev från 1955 Glasverkstan på Skäret nära Brunnby i Höganäs kommun. Hit sökte sig svenska modernister som Lennart Rodhe och Erik Olson för att arbeta med glasmåleri tillsammans med Ralph Bergholtz. 1960 flyttade konstnären Randi Fisher med familj från Stockholm till Arild för att fördjupa sitt samarbete med Bergholtz. Efter några års samarbete gifte hon och Ralph Bergholtz sig 1963 och deras dotter Pia föddes samma år. Paret skildes 1977. 
Under 1960-talet samarbetade Ralph Bergholtz intensivt med arkitekten Johannes Olivegren och gjorde, oftast tillsammans med Randi Fisher, åtskilliga glasmålningar i Olivegrens kyrkor. Ett exempel är Nävertorps kyrka i Katrineholm.
Även i Höganäs AB:s huvudkontor Tre Kronor i Höganäs finns tre glasmålningar av Ralph Bergholtz från 1955. De är inspirerade av företagets dåtida huvudverksamhet som var gruvdrift och produktion av saltglaserad keramik och eldfast tegel. En glasmålning skildrar hur en kolhuggare arbetar i gruvan, i en annan drejar en kvinna Höganäskrus. Den tredje glasmålningen visar hur keramiken bränns och får glasyr i ugnens eldslågor - allegoriskt skildrat som ett omfamnande par, flankerade av två kemister i vita laboratorierockar. Ralph Bergholtz skrev om glasmålningarna: "Han är Kolet, där eld är fjättrad. Hon är Leran, bidande slutlig form. I het omfamning möts de två. Vida flyger telningar över land och vatten, att kämpa mot eld och stål."
Ralph Bergholtz har också illustrerat böcker med anknytning till Skåne och en lärobok i kristendomskunskap.
Bergholtz gifte om sig 1979 med Linnéa Hill (1915–1998), som tidigare varit gift med Cay Cedergren. Han var gift med henne till sin död. Bergholtz är begravd på Brunnby kyrkogård.